# Liga Premier de Bosnia y Herzegovina 2020-21
La Liga Premier de Bosnia y Herzegovina 2020-21 es la edición número 21 de la Liga Premier de Bosnia y Herzegovina. La temporada comenzó el 1 de agosto de 2020 y terminará en mayo de 2021. Sarajevo es el defensor del título tras la temporada pasada conquistar el quinto título de su historia después de que se diera por finalizada la temporada.

## Formato
Los doce equipos participantes jugaran entre sí todos contra todos tres veces totalizando 33 partidos cada uno, al término de la fecha 33 el primer clasificado obtuvo un cupo para la primera ronda de la Liga de Campeones 2021-22, mientras que el segundo y tercer clasificado obtuvieron un cupo para la primera ronda de la Liga Europea 2021-21; por otro lado los dos últimos clasificados descendieron a la Prva Liga FBiH 2021-22 o a la Prva Liga RS 2021-22.
Un tercer cupo para la Primera ronda de la Liga Europea 2021-22 es asignado al campeón de la Copa de Bosnia y Herzegovina.

## Ascensos y descensos
| Pos. | de Liga Premier de Bosnia y Herzegovina 2019-20 |
| ---- | ----------------------------------------------- |
| 11.º | Čelik Zenica                                    |
| 12.º | Zvijezda 09                                     |

| Pos. | Ascendidos 2019-20                 |
| ---- | ---------------------------------- |
| 1.º  | Krupa (Liga República Srpska)      |
| 1.º  | Oimpik (Liga Federación de Bosnia) |

## Equipos participantes
| Club                 | Ciudad          | Estadio                      | Capacidad |
| -------------------- | --------------- | ---------------------------- | --------- |
| Borac                | Banja Luka      | Banja Luka City              | 10.030    |
| Krupa                | Krupa na Vrbasu | Gradski stadion, Krupa       | 3.500     |
| Mladost Doboj-Kakanj | Doboj - Kakanj  | Stadion Mladost Kakanj       | 3.000     |
| Oimpik               | Sarajevo        | Stadion Otoka                | 3.000     |
| Radnik Bijeljina     | Bijeljina       | Gradski stadion, Bijeljina   | 6.000     |
| Sarajevo             | Sarajevo        | Stadion Asim Ferhatović Hase | 34.500    |
| Široki Brijeg        | Široki Brijeg   | Stadion Pecara               | 7.000     |
| Sloboda Tuzla        | Tuzla           | Stadion Tušanj               | 7.200     |
| Tuzla City           | Tuzla           | Stadion Tušanj               | 7.200     |
| Velež Mostar         | Mostar          | Stadion Rođeni               | 7.000     |
| Željezničar          | Sarajevo        | Stadion Grbavica             | 13.146    |
| Zrinjski Mostar      | Mostar          | Stadion pod Bijelim Brijegom | 9.000     |

## Tabla de posiciones
| Pos. | Equipo               | Pts. | PJ | G  | E  | P  | GF | GC | Dif. | Clasificación 2021–22                          |
| ---- | -------------------- | ---- | -- | -- | -- | -- | -- | -- | ---- | ---------------------------------------------- |
| 1    | Borac (C)            | 66   | 32 | 21 | 3  | 8  | 59 | 31 | +28  | Primera ronda de la Liga de Campeones          |
| 2    | Sarajevo             | 62   | 32 | 17 | 11 | 4  | 48 | 24 | +24  | Primera ronda de la Liga de Conferencia Europa |
| 3    | Velež Mostar         | 58   | 32 | 15 | 13 | 4  | 49 | 30 | +19  | Primera ronda de la Liga de Conferencia Europa |
| 4    | Široki Brijeg        | 56   | 32 | 16 | 8  | 8  | 45 | 30 | +15  | Primera ronda de la Liga de Conferencia Europa |
| 5    | Zrinjski Mostar      | 56   | 32 | 17 | 5  | 10 | 48 | 29 | +19  |                                                |
| 6    | Tuzla City           | 48   | 32 | 13 | 9  | 10 | 35 | 33 | +2   |                                                |
| 7    | Željezničar          | 41   | 32 | 11 | 8  | 13 | 47 | 43 | +4   |                                                |
| 8    | Sloboda Tuzla        | 36   | 32 | 10 | 6  | 16 | 31 | 41 | −10  |                                                |
| 9    | Mladost Doboj (D)    | 30   | 32 | 8  | 6  | 18 | 26 | 57 | −31  | Descenso a Prva Liga FBiH                      |
| 10   | Krupa (D)            | 28   | 32 | 7  | 7  | 18 | 26 | 43 | −17  | Descenso a Prva Liga RS                        |
| 11   | Olimpik              | 25   | 32 | 7  | 4  | 21 | 22 | 55 | −33  |                                                |
| 12   | Radnik Bijeljina (D) | 25   | 32 | 5  | 10 | 17 | 26 | 49 | −23  | Descenso a Prva Liga FBiH                      |

Actualizado a los partidos jugados el 23 de mayo de 2021.
 Fuente: Soccerway

## Resultados
| Local \ Visitante | BOR | KRU | MLA | OLI | RAD | SAR | SIR | SLO | TUZ | VEL | ZEL | ZRI |
| ----------------- | --- | --- | --- | --- | --- | --- | --- | --- | --- | --- | --- | --- |
| Borac             | —   | 3–1 | 6–0 | 2–0 | 2–0 | 2–2 | 1–1 | 2–0 | 2–0 | 2–0 | 4–3 | 1–0 |
| Krupa             | 1–3 | —   | 0–1 | 1–0 | 1–1 | 0–2 | 1–1 | 2–3 | 0–1 | 1–1 | 2–1 | 0–3 |
| Mladost Doboj     | 0–2 | 1–0 | —   | 1–0 | 3–2 | 2–2 | 0–1 | 2–0 | 2–5 | 1–2 | 0–4 | 0–1 |
| Oimpik            | 1–4 | 1–1 | 0–2 | —   | 1–0 | 1–3 | 1–2 | 2–0 | 3–2 | 2–1 | 0–3 | 3–0 |
| Radnik Bijeljina  | 1–0 | 1–1 | 3–1 | 4–0 | —   | 0–2 | 1–1 | 1–1 | 2–1 | 0–0 | 0–2 | 0–2 |
| Sarajevo          | 4–2 | 3–0 | 5–1 | 2–0 | 2–1 | —   | 2–0 | 2–1 | 1–0 | 1–1 | 1–1 | 0–1 |
| Široki Brijeg     | 3–0 | 1–0 | 2–1 | 1–0 | 5–0 | 1–0 | —   | 3–0 | 1–0 | 2–2 | 0–1 | 2–1 |
| Sloboda Tuzla     | 1–0 | 2–0 | 3–0 | 2–0 | 1–1 | 2–3 | 3–0 | —   | 0–2 | 1–2 | 0–2 | 0–0 |
| Tuzla City        | 2–0 | 1–0 | 1–0 | 3–2 | 1–0 | 0–0 | 1–0 | 2–1 | —   | 1–3 | 2–0 | 0–4 |
| Velež Mostar      | 2–0 | 2–0 | 4–0 | 2–0 | 2–1 | 0–0 | 2–1 | 3–0 | 1–1 | —   | 1–1 | 2–0 |
| Željezničar       | 2–1 | 0–1 | 0–1 | 0–1 | 3–1 | 0–0 | 2–3 | 2–2 | 1–0 | 3–0 | —   | 1–0 |
| Zrinjski Mostar   | 2–1 | 1–0 | 2–0 | 1–0 | 0–0 | 2–3 | 2–1 | 1–0 | 1–2 | 3–1 | 1–2 | —   |

| Local \ Visitante | BOR | KRU | MLA | OLI | RAD | SAR | SIR | SLO | TUZ | VEL | ZEL | ZRI |
| ----------------- | --- | --- | --- | --- | --- | --- | --- | --- | --- | --- | --- | --- |
| Borac             | —   | 1–0 | 1–0 | 3–0 |     |     |     |     | 2–0 |     |     |     |
| Krupa             |     | —   | 3–0 | 3–0 | 1–0 |     |     | 1–0 | 1–1 |     |     |     |
| Mladost Doboj     |     |     | —   |     | 0–0 | 0–0 |     |     | 2–0 |     |     | 1–1 |
| Oimpik            |     |     | 0–0 | —   |     |     |     |     | 1–1 | 1–1 |     | 0–3 |
| Radnik Bijeljina  | 1–3 |     |     | 1–0 | —   |     |     | 1–2 |     |     | 1–1 |     |
| Sarajevo          | 0–2 | 1–0 |     |     | 3–0 | —   | 1–0 | 0–0 |     |     | 3–1 |     |
| Široki Brijeg     |     | 2–2 | 1–0 | 3–0 |     |     | —   |     | 0–0 | 0–2 |     | 1–0 |
| Sloboda Tuzla     |     |     | 1–0 | 2–0 |     |     | 1–1 | —   |     |     |     |     |
| Tuzla City        |     |     |     |     | 2–0 | 1–1 |     | 1–0 | —   | 1–1 | 1–0 |     |
| Velež Mostar      | 1–1 | 2–1 |     |     | 2–2 | 1–0 |     | 2–0 |     | —   | 2–2 |     |
| Željezničar       | 1–2 |     | 4–4 | 1–2 |     |     | 1–3 |     | 0–0 |     | —   |     |
| Zrinjski Mostar   |     | 3–1 |     |     | 3–0 | 1–1 |     | 3–1 |     | 1–1 | 4–2 | —   |